# Hôpital d'Aougrout
L'hôpital d'Aougrout est une structure sanitaire située dans la commune de Aougrout. Il dépend du centre hospitalier universitaire d'Oran et relève de la Direction de la Santé et de la Population (DSP) de la wilaya d'Adrar (comme l'hôpital Ibn Sina d'Adrar, l'hôpital Mohamed Hachemi de Timimoun, l'hôpital de Reggane, l'hôpital Noureddine Sahraoui d'Aoulef, l'hôpital de Bordj Badji Mokhtar et l'hôpital de Tililane).
Cet hôpital est l'un des hôpitaux en Algérie qui relèvent du ministère de la Santé.

## Géographie

### Localisation
L'hôpital d'Aougrout se situera au nord-est de la ville d'Aougrout.

### Accès

#### Route
L'accès par route goudronnée au chantier de l'hôpital d'Aougrout, situé au nord-est de la ville d'Aougrout, n'est pas du tout évident pour les automobilistes qui continuent à se plaindre des routes défoncées.

#### Hélicoptère sanitaire
Une réflexion est en cours en 2014 pour la dotation de l'hôpital d'Aougrout d'une station d'hélicoptère sanitaire.
Il s'agira d'un hélicoptère, ou de plusieurs, basé de façon permanente à l'hôpital d'Aougrout et dédié exclusivement à des missions sanitaires de transport de patients. 
La zone de stationnement de l'hélicoptère sera proche de l'enceinte des services hospitaliers afin d'éviter l'usage d'un véhicule intermédiaire. Elle devra être protégée, éclairée et homologuée.
La configuration sanitaire de l'appareil volant devra être permanente. 
Le matériel médical embarqué sera standardisé et approuvé. 
La disponibilité immédiate concernera l'équipe médicale des urgences de l'hôpital d'Aougrout, mais également le pilote qui bénéficiera de locaux d'hébergement dans l'hôpital même.
Grâce à la généralisation des numéros verts et à l'utilisation du système GPS, l'intervalle entre la survenue de l'urgence médicale dans les communes et les villages de la wilaya d'Adrar et la réception de l'alerte aura tendance à diminuer. L'hélicoptère sanitaire réduira le délai de réponse médicale après l'alerte et le signalement dans tout le périmètre de la wilaya d'Adrar.
À rappeler qu'en décembre 2011, 3 petits avions et 5 hélicoptères avaient été destinés aux évacuations sanitaires surtout pour la région du sud de l'Algérie, à partir de l'année 2012, à la suite de la convention signée entre le ministère algérien de la santé et de la population et la compagnie algérienne Tassili Airlines.

## Histoire

### Construction
L'hôpital de la ville d'Aougrout est en cours de construction et sera ouvert au cours de l'année 2015 ou plus tard.
Se trouvant à plus de 130 km de la ville d'Adrar, d'Aougrout a vu le lancement de la réalisation de son nouvel hôpital au courant du 1er trimestre 2011.
En plus d'un service des urgences, un bloc opératoire chirurgical sera d'une utilité vitale pour la population locale surtout pour les victimes des accidents de la circulation routière de la RN50, une route à hauts risques, qui relie Adrar à Ghardaïa en passant par Timimoun.
En octobre 2014, le chantier de réalisation de cet hôpital de 60 lits avait atteint un notable taux d’avancement des travaux.

### Hôpital
La capacité de cet hôpital sera de 60 lits avec plusieurs services médicaux.
La population d'Aougrout sera ainsi libérée des longues années de souffrance du déplacement vers l'hôpital Ibn Sina d'Adrar ou l'hôpital Mohamed Hachemi de Timimoun pour les consultations spécialisées et les hospitalisations.
À son inauguration, ce nouvel établissement public hospitalier d'Aougrout sera composé de services :
- urgences médico-chirurgicales.
- Chirurgie générale.
- Chirurgie orthopédique.
- Anesthésie et réanimation.
- Ophtalmologie.
- Médecine interne.
- Médecine du travail.
- Pédiatrie.
- Gynécologie-obstétrique.
- Épidémiologie.
- Radiologie centrale.
- Pharmacie.
- Laboratoire central[21].

## Tarifs des soins
À l'hôpital d'Aougrout, les tarifs des soins seront les suivants:
- Consultation générale: 50 DA.
- Soins dentaires: 50 DA (plombage, simple visite ou extraction).
- Radiographie: de 20 à 50 DA, à partir de la radio d’une fracture de doigt au téléthorax.
- Consultation spécialisée: 100 DA (pour chaque nuitée passée à l’hôpital, intervention chirurgicale incluse).
- Soins dispensés aux malades chroniques: gratuits.

## Ambulance
Ce nouvel hôpital sera doté d'une ambulance (véhicule tout-terrain: type 4x4) équipée de moyens d'urgence et d'intervention.
À rappeler qu'en 2014, le secteur de la santé dans la wilaya d'Adrar a été renforcé par l'acquisition de 20 ambulances pour le transport des malades et de 12 véhicules tout-terrain: type 4x4 pour les équipes mobiles.

## Cuisine
La nourriture des patients hospitalisés dans les services de l'hôpital d'Aougrout sera consommée dans les repas préparés dans la cuisine du même établissement.

## Établissements affiliés
L'hôpital d'Aougrout supervisera xx polycliniques et xx salles de soins, pour servir une population estimée à plus de 8 590 habitants.

### Polycliniques
L'hôpital d'Aougrout chapeaute certaines des 29 polycliniques locales que compte la wilaya d'Adrar.

### Salles de soins
L'hôpital d'Aougrout chapeaute certaines des 171 salles de soins locales que compte la wilaya d'Adrar.
Ces salles de soins sont érigées dans la banlieue de la ville d'Aougrout pour accueillir les citoyens.

## Ressources humaines
Le personnel médical de l'hôpital d'Aougrout compte un effectif global de praticiens de la santé composé de médecins spécialistes, de généralistes et d'agents paramédicaux.
Concernant l'encadrement de cet hôpital, il sera renforcé en praticiens spécialistes, vu sa grande importance du fait de sa localisation dans une région éloignée et frontalière.
Le taux de couverture sanitaire actuelle est d'un médecin généraliste/2 320 habitants, 1 dentiste/11 602 habitants et 1 pharmacie/23 204 habitants.
Son encadrement paramédical sera aussi renforcé par la formation des jeunes filles de la région dans les différentes spécialités paramédicales.
Les avantages sociaux et professionnels offerts aux praticiens algériens seront nombreux à l'hôpital d'Aougrout, avec un salaire conséquent, une augmentation de 150 %, un logement disponible et équipé et un cadre de travail agréable.
En effet, Le manque de plusieurs spécialistes médicales incite à réfléchir à une autre politique pour inciter les praticiens de la santé à venir au sud de l'Algérie.
L'objectif espéré est d'atteindre la couverture de toutes les spécialités, d'améliorer la qualité de la prise en charge du malade et d'assurer la couverture médicale dans tous les ksour de la wilaya d'Adrar.

## Couverture sanitaire
En 2014, La couverture sanitaire dans la wilaya d'Adrar était assurée par un médecin spécialiste pour 6 722 habitants, un médecin généraliste pour 1 200 habitants et un pharmacien pour 8 780 habitants.